# Ochrolitoides magister
Ochrolitoides magister is een keversoort uit de familie glanzende bloemkevers (Phalacridae). De wetenschappelijke naam van de soort werd in 1924 gepubliceerd door George Charles Champion.